# 钱杜尔
钱杜尔（Chandur），是印度马哈拉施特拉邦Amravati县的一个城镇。总人口17720（2001年）。

## 人口
该地2001年总人口17720人，其中男性9141人，女性8579人；0—6岁人口2212人，其中男1177人，女1035人；识字率77.17%，其中男性为82.18%，女性为71.84%。